# Peter Zadek
Pour les articles homonymes, voir Zadek.
Peter Zadek, né le 19 mai 1926 à Berlin et mort le 30 juillet 2009 à Hambourg, est un metteur en scène de théâtre, traducteur et scénariste allemand.

## Biographie
Né à Berlin en 1926, Peter Zadek émigre en 1933 avec ses parents juifs à Oxford (Grande-Bretagne), à la suite de la prise du pouvoir d'Adolf Hitler.
Il s'est initié au théâtre et à la mise en scène à Oxford, puis à Londres, à l'école de l'Old Vic. Il revient en Allemagne en 1958 où il a commencé à marquer le théâtre de langue allemande par ses mises en scène originales, notamment au Schauspielhaus Bochum à Bochum (1972–1979) et au Deutsches Schauspielhaus de Hambourg (1985–1989). Il a aussi été membre de la direction du Berliner Ensemble de 1993 à 1995. Il a également réalisé des films pour la télévision.
Ses spectacles sont souvent présentés dans des salles complètement éclairées et non obscures comme d'habitude, car il estime que cela donne une meilleure conscience du jeu théâtral.

## Prix Europe pour le théâtre - Premio Europa per il Teatro
En 2007, il a reçu le XI Prix Europe pour le théâtre, à Thessalonique. L'organisation du prix a déclaré : 
En récompensant Peter Zadek on a souhaité reconnaître le travail d’un artiste qui, durant sa longue carrière commencée en Angleterre et continuée pendant plus de quarante ans en Allemagne, a renouvelé l’art de la mise en scène de théâtre en travaillant à la fois directement sur les textes avec ses acteurs préférés, et à la fois à travers une utilisation « conceptuelle » de la mise en scène. De cette façon il a trouvé et trouve encore ses visions personnelles et des impacts vifs dans chaque pièce, tout en conservant toujours comme principaux « saints inspirateurs » Shakespeare, Ibsen et Tchekhov.

## Metteur en scène
- 1952 : Les Bonnes de Jean Genet
- 1956 : Le Balcon de Jean Genet
- 1958 : Capitaine Bada de Jean Vauthier, Cologne
- 1973 : Le Marchand de Venise de William Shakespeare
- 1975 : Le Roi Lear de William Shakespeare, Festival de Nancy
- 1977 : Hamlet de William Shakespeare. Dans la mouvance de 68 et des attentats terroristes en Allemagne, il fait d'Hamlet un hyperactif, toujours prêt à donner le coup de poing, vaguement anarchiste.
- 1988 : Lulu de Frank Wedekind
- 1988 : Le Marchand de Venise de William Shakespeare, Vienne, Festival d'automne à Paris Théâtre Nanterre-Amandiers en 1990
- 1991 : Mesure pour mesure de William Shakespeare, Odéon-Théâtre de l'Europe
- 1997 : La Cerisaie d'Anton Tchekhov, Festival d'automne à Paris
- 2000 : Hamlet de William Shakespeare, Festival d'automne à Paris MC93 Bobigny. Hamlet est devenu un être plutôt inactif qui se sent trop impuissant pour agir. Il sait qu'il ne peut pas changer le monde ni donner des réponses convaincantes mais continue de se battre.
- 2009 : Major Barbara de George Bernard Shaw, Zurich

## Réalisation
- 2003 : Mutter Courage und ihre Kinder (téléfilm)

## Récompenses
- Kortner Award, 1988
- Piscator Award, 1989
- Kainz Award, 1989
- Berlin Art Award, 1992
- Commandeur des Arts et des Lettres, 1992
- Theater heute magazine
- Nestroy Award  (Rosmersholm, 2000)
- Commandeur de l'ordre du Mérite de la République fédérale d'Allemagne, 2002
- 2007 : Prix Europe pour le théâtre[4]
- 2008 : Prix Nestroy de Théâtre pour l'ensemble de son œuvre